# Rigoberto Urán

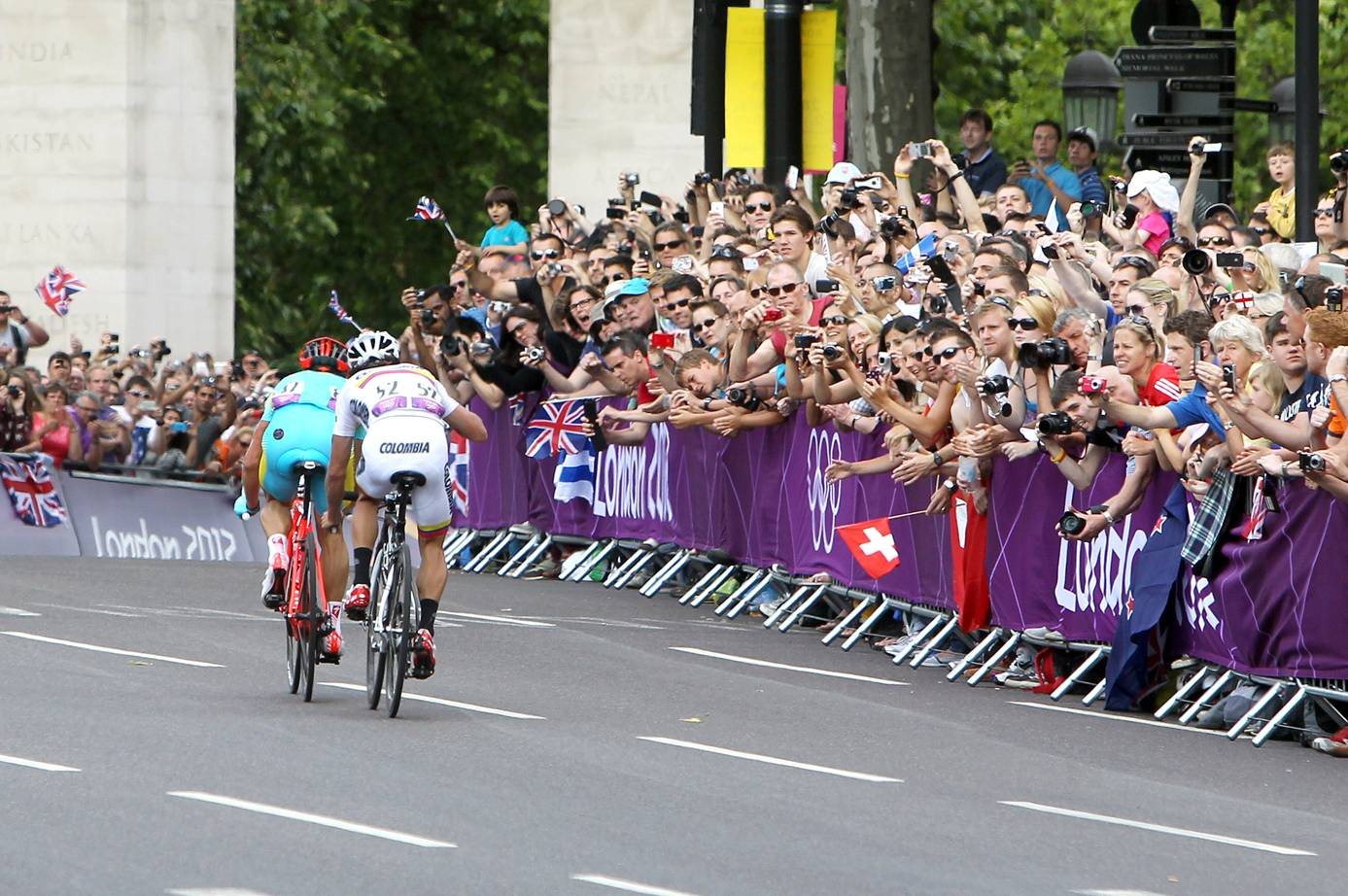
Rigoberto Urán skuggar Aleksandr Vinokurov under de Olympiska sommarspelen 2012.

Rigoberto Urán Urán, född 26 januari 1987 i Urrao, Antioquía, Colombia, är en colombiansk professionell tävlingscyklist. Urán tog OS-silver i linjeloppet vid de olympiska cyklingstävlingarna 2012 i London. 
Urán cyklar sedan 2016 för det amerikanska stallet Cannondale-Garmin. 2012 kom han 7:a i sammandraget i Giro d'Italia och vann ungdomstävlingen.
Under 2013 deltog han återigen i Giro d'Italia och den gång var han där för att hjälpa sin kapten britten och 2012 års Tour de France segrare Bradley Wiggins att vinna tävlingen. Det gick dock inget vidare för Wiggins och Urán visade sig vara för bra för att inte vara kapten. När han fick laget hjälp så lyckades han den här gången tar sig till en andra plats i sammandraget.
Urán bytte lag inför 2014 års säsong till Etixx-Quick Step. Även under 2014 kom han tillbaka för att försöka vinna Giro d'Italia, denna gång med sitt lags fulla stöd från början. Uran körde i den rosa ledartröjan i fyra dagar innan hans landsman Nairo Quintana tog den. Han kom för andra året i rad på en andra plats i sammandraget.
I september 2015 vann Urán endagsloppet Grand Prix Cycliste de Québec.
Sejouren i Cannondale inleddes 2016 med ett år utan segrar men med tre tredjeplatser i säsongens avslutning i Italien, bland annat i La Lombardia som ingår i UCI World Tour. Säsongen 2017 inleddes med topp-10-placeringar i flera enveckas etapplopp. Den 9 juli kom den första segern på nästan två år på den nionde etappen av Tour de France, till yttermera visso på en cykel där bakväxeln inte fungerade.

## Meriter
1:a, etapp 9, Tour de France – 2017
1:a, Grand Prix Cycliste de Québec – 2015
1:a, etapp 2 (Lagtempo) & etapp 10, Giro d'Italia – 2013
1:a, etapp 7, Schweiz runt – 2007
1:a, etapp 4, Katalonien runt – 2012
1:a,  Ungdomstävlingen, Giro d'Italia – 2012
1:a, Giro del Piemonte – 2012
2:a,  Olympiska sommarspelens linjelopp 2012

## Stall
- Tenax 2006
- Unibet.com 2007
- Caisse d'Epargne 2008–2010
- Team Sky 2011–2013
- Omega Pharma-Quickstep 2014-2015
- USA EF education first powered by cannondale 2015-